# ماپی
ماپی (انگلیسی: Mapei) شرکت صنایع شیمیایی ایتالیایی است که در سال ۱۹۳۷ تأسیس شد و مالک باشگاه ساسولو می‌باشد. 